# Mijailo Drahomanov

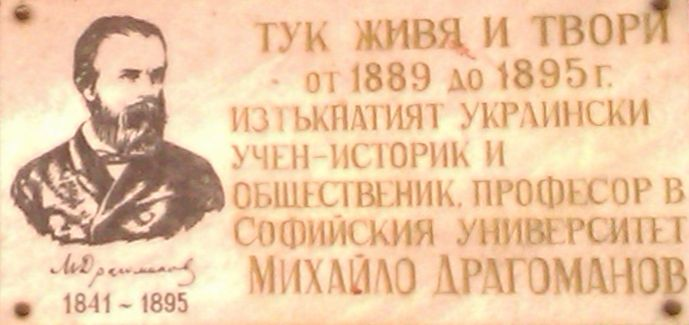
Placa conmemorativa de Drahománov, Sofía, Bulgaria

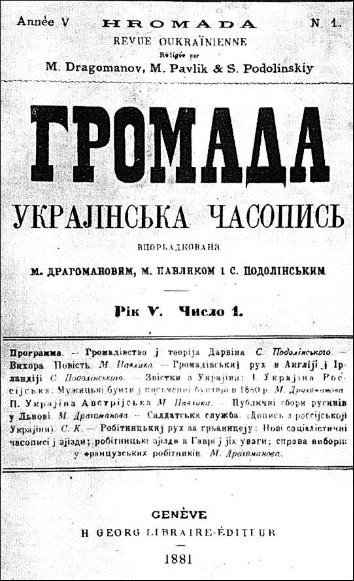
Portada de la revista Hromada, editada en Ginebra en 1881

Myjailo Petróvich Drahománov (en ucraniano: Михайло Петрович Драгоманов; Hádiach; 18 de septiembre de 1841 - Sofía, 2 de julio de 1895) fue un teórico político, economista, historiador, filósofo, etnógrafo y figura pública de Ucrania.

## Biografía
Nacido en la familia noble de Petró Yakýmovych Drahománov quien era descendiente cosaco, Myjailo Drahománov empezó su educación en casa. La familia Drahomanov vivía en una gran propiedad en la cima de una montaña en la ciudad de Gadyach. Para luego entrar a la escuela primaria de Hadiach, después fue a la escuela superior de Poltava y finalmente a la Universidad Nacional de Kiev. Era también tío de la poetisa Lesya Ukrainka y hermano de Olena Pchilka. El tío de Myjailo, Yákiv Drahománov, formó parte del movimiento Decembrista y terminó como prisionero político por participar en la Sociedad Secreta de Eslavos Unidos. Su esposa era la famosa actriz Ludmila Dragománova. Tuvieron una hija, Lidia Shishmánova.
Durante el traslado de los restos de Tarás Shevchenko desde San Petersburgo a Chernecha Horá en las proximidades de Kániv (Ucrania), al pasar la comitiva por Kiev, Drahománov pronunció un discurso sobre su féretro.
Drahománov fue profesor en la Universidad de Kiev desde 1870 a 1875, pero debido al aumento de las represiones contra el movimiento ucraniano en 1876 fue forzado a dejar el Imperio Ruso luego del Ucase de Ems, emigrando a Génova. Desde el exilio continuó con sus actividades políticas y editoriales. Desde el año 1885 hasta 1895, fue profesor en la Universidad de Sofía, donde le dio clases a su yerno Iván Shishmánov. Drahománov escribió el primer programa político sistemático para el movimiento nacional ucraniano. Él mismo definió sus convicciones políticas como «socialismo ético», profundamente influenciado por la literatura socialista que leyó en su adolescencia.

## Hromada y Socialismo
Drahománov era uno de los dirigentes de la Hromada de Kiev (más tarde llamada la Vieja Hromada o Стара́ грома́да), mientras continuaba con su carrera académica. Siendo un miembro de la Sociedad Geográfica de Rusia, estableció contactos con Ucranianos de Austria (en Galitzia). Bajo su influencia, el Círculo Académico en Lemberg (actual Leópolis) adoptó la plataforma democrática ucraniana. Siendo víctima de las medidas represivas anti-ucranianas tomadas por el gobierno ruso, en 1875, Myjailo fue despedido de la Universidad de Kiev.
En 1876, Drahománov pasó a ser portavoz de la Hromada en el extranjero (Europa Occidental) mientras se asentaba en Ginebra (Suiza). Entre 1878 y 1882, publicó una revista política ucraniana llamada Hromada y un número de panfletos escritos en ruso. Drahománov también creó una organización socialista ucraniana, el Círculo de Génova. En 1886, su posición política dejó de verse alineada con la de la Hromada, lo cual resultó en una disputa entre ambas partes, y la sociedad en Ucrania perdió su soporte financiero.

## Legado
El legado de Drahománov puede ser vislumbrado en la extensa historia de los partidos políticos de izquierda y el activismo político ucranianos. Personalmente influyó a varios intelectuales ucranianos jóvenes en los territorios del Reino de Galitzia y Lodomeria, en el Imperio austrohúngaro, hacia el final de la década de 1870, entre los cuales resaltan Iván Frankó y Myjailo Pavlyk, los cuales aceptaron sus ideas como propias y las trabajaron amoldándolas a sus respectivos contextos históricos. En 1890, estos intelectuales fundaron el primer partido político ucraniano, el Partido Radical Ucraniano. Un partido de carácter socialista, y uno de los primeros partidos socialistas en Europa del Este.
Drahománov intentó popularizar una reforma ortográfica, la cual llamó la Drahománivka.
En 1991, la Universidad Pedagógica Estatal de Kiev Myjailo Drahománov fue fundada sobre los cimientos de la anterior Universidad Pedagógica Estatal de Kiev Máximo Gorki. En 1997, la universidad pasó a llamarse Universidad Nacional.